# Selección de fútbol sala de Azerbaiyán
La selección de fútbol sala de Azerbaiyán es el equipo que representa al país en la Copa Mundial de fútbol sala de la FIFA y en la Eurocopa de fútbol sala; y es controlado por la Federación Azerí de Fútbol.

## Estadísticas

### Copa Mundial de Futsal FIFA
| Copa Mundial de fútbol sala de la FIFA | Copa Mundial de fútbol sala de la FIFA | Copa Mundial de fútbol sala de la FIFA | Copa Mundial de fútbol sala de la FIFA | Copa Mundial de fútbol sala de la FIFA | Copa Mundial de fútbol sala de la FIFA | Copa Mundial de fútbol sala de la FIFA | Copa Mundial de fútbol sala de la FIFA |
| Año                                    | Ronda                                  | J                                      | G                                      | E                                      | P                                      | GF                                     | GC                                     |
| -------------------------------------- | -------------------------------------- | -------------------------------------- | -------------------------------------- | -------------------------------------- | -------------------------------------- | -------------------------------------- | -------------------------------------- |
| 1992                                   | No participó                           | No participó                           | No participó                           | No participó                           | No participó                           | No participó                           | No participó                           |
| 1996                                   | No clasificó                           | No clasificó                           | No clasificó                           | No clasificó                           | No clasificó                           | No clasificó                           | No clasificó                           |
| 2000                                   | No clasificó                           | No clasificó                           | No clasificó                           | No clasificó                           | No clasificó                           | No clasificó                           | No clasificó                           |
| 2004                                   | No clasificó                           | No clasificó                           | No clasificó                           | No clasificó                           | No clasificó                           | No clasificó                           | No clasificó                           |
| 2008                                   | No clasificó                           | No clasificó                           | No clasificó                           | No clasificó                           | No clasificó                           | No clasificó                           | No clasificó                           |
| 2012                                   | No clasificó                           | No clasificó                           | No clasificó                           | No clasificó                           | No clasificó                           | No clasificó                           | No clasificó                           |
| 2016                                   | Cuartos de final                       | 5                                      | 2                                      | 1                                      | 2                                      | 25                                     | 18                                     |
| 2021                                   | No clasificó                           | No clasificó                           | No clasificó                           | No clasificó                           | No clasificó                           | No clasificó                           | No clasificó                           |
| 2024                                   | No clasificó                           | No clasificó                           | No clasificó                           | No clasificó                           | No clasificó                           | No clasificó                           | No clasificó                           |
| Total                                  | 1/9                                    | 5                                      | 2                                      | 1                                      | 2                                      | 25                                     | 18                                     |

### Eurocopa de Fútbol Sala
| Eurocopa de Fútbol Sala | Eurocopa de Fútbol Sala | Eurocopa de Fútbol Sala | Eurocopa de Fútbol Sala | Eurocopa de Fútbol Sala | Eurocopa de Fútbol Sala | Eurocopa de Fútbol Sala | Eurocopa de Fútbol Sala |
| Año                     | Ronda                   | J                       | G                       | E                       | P                       | GF                      | GC                      |
| ----------------------- | ----------------------- | ----------------------- | ----------------------- | ----------------------- | ----------------------- | ----------------------- | ----------------------- |
| 1996                    | No clasificó            | No clasificó            | No clasificó            | No clasificó            | No clasificó            | No clasificó            | No clasificó            |
| 1999                    | No clasificó            | No clasificó            | No clasificó            | No clasificó            | No clasificó            | No clasificó            | No clasificó            |
| 2001                    | No clasificó            | No clasificó            | No clasificó            | No clasificó            | No clasificó            | No clasificó            | No clasificó            |
| 2003                    | No clasificó            | No clasificó            | No clasificó            | No clasificó            | No clasificó            | No clasificó            | No clasificó            |
| 2005                    | No clasificó            | No clasificó            | No clasificó            | No clasificó            | No clasificó            | No clasificó            | No clasificó            |
| 2007                    | No clasificó            | No clasificó            | No clasificó            | No clasificó            | No clasificó            | No clasificó            | No clasificó            |
| 2010                    | Cuarto lugar            | 5                       | 2                       | 2                       | 1                       | 18                      | 13                      |
| 2012                    | Fase de grupos          | 2                       | 0                       | 0                       | 2                       | 9                       | 13                      |
| 2014                    | Fase de grupos          | 2                       | 1                       | 0                       | 1                       | 7                       | 13                      |
| 2016                    | Cuartos de final        | 3                       | 1                       | 0                       | 2                       | 8                       | 14                      |
| 2018                    | Cuartos de final        | 3                       | 1                       | 0                       | 2                       | 6                       | 12                      |
| 2022                    | Fase de grupos          | 3                       | 1                       | 1                       | 1                       | 8                       | 7                       |
| Total                   | 6/12                    | 18                      | 6                       | 3                       | 9                       | 56                      | 72                      |

## Jugadores

### Equipo actual
Lista de jugadores para la Eurocopa de fútbol sala de 2022:
| No. | Pos. | Jugador           | Fecha de nacimiento (edad)        | Apa. | Goles | Club           |
| --- | ---- | ----------------- | --------------------------------- | ---- | ----- | -------------- |
| 1   | POR  | Emin Kurdov       | 10 de julio de 1984 (40 años)     |      |       | EKOL Baku      |
| 12  | POR  | Rovshan Huseynli  | 3 de abril de 1991 (33 años)      |      |       | Araz Naxçivan  |
|     |      |                   |                                   |      |       |                |
| 6   | DEF  | Eduardo Borges    | 14 de octubre de 1986 (38 años)   |      |       | Halle-Gooik    |
| 8   | DEF  | Rizvan Farzaliyev | 1 de septiembre de 1979 (45 años) |      |       | Araz Naxçivan  |
| 10  | DEF  | Vassoura          | 26 de abril de 1985 (39 años)     |      |       | Sporting Paris |
| 13  | DEF  | Gallo             | 4 de diciembre de 1987 (37 años)  |      |       | Levante UD     |
| 14  | DEF  | Hadi Ahmadi       | 26 de febrero de 1994 (31 años)   |      |       | Baiterek       |
|     |      |                   |                                   |      |       |                |
| 2   | DEL  | Felipinho         | 26 de octubre de 1993 (31 años)   |      |       | Araz Naxçivan  |
| 3   | DEL  | Thiago Bolinha    | 19 de febrero de 1987 (38 años)   |      |       | ACCS           |
| 5   | DEL  | Fineo de Araujo   | 10 de abril de 1987 (37 años)     |      |       | Sporting Paris |
| 7   | DEL  | Ramiz Chovdarov   | 28 de julio de 1990 (34 años)     |      |       | Araz Naxçivan  |
| 9   | DEL  | Rafael Vilela     | 12 de marzo de 1993 (31 años)     |      |       | Palma Futsal   |
| 11  | DEL  | Khatai Baghirov   | 15 de agosto de 1987 (37 años)    |      |       | Araz Naxçivan  |
| 17  | DEL  | Isa Atayev        | 7 de agosto de 1989 (35 años)     |      |       | Araz Naxçivan  |